# Théorème de La Hire

Le petit cercle roule sans glisser à l'intérieur d'un cercle de rayon double :
un point sur le cercle décrit un diamètre du grand cercle,
un point lié au cercle, à l'intérieur ou à l'extérieur du disque délimité par celui-ci, décrit une ellipse, version animée.

La « droite de La Hire ».

Le théorème de La Hire est démontré dans le traité des roulettes (publié en 1706) du mathématicien français Philippe de La Hire, mais il était connu bien avant La Hire. Il peut être séparé en deux propositions : la première est que tout point fixe d'un cercle C de rayon r roulant sans glisser intérieurement sur un cercle C′ de rayon 2r décrit un diamètre de C′, la seconde plus générale est que dans les mêmes conditions tout point lié au cercle mobile C décrit une ellipse. Le diamètre décrit par un point de C est un cas dégénéré d'hypocycloïde (2 points de rebroussement). L'ellipse décrite par un point lié à C est un cas très particulier d'hypotrochoïde.
La première proposition fournit la justification d'un mécanisme à base d'engrenages qui transforme un mouvement circulaire en un mouvement rectiligne. Appelé autrefois engrenage de La Hire ou mouche de La Hire celui-ci est déjà décrit par Jérôme Cardan en 1570. Ce mouvement rectiligne sur un diamètre a aussi joué un rôle important dans l'histoire de l'astronomie : il a permis en 1247 à Nasir ad-Din at-Tusi de donner une version du modèle géocentrique du système solaire qui n'utilise pas le point équant de Ptolémée. Il a été utilisé ensuite par Nicolas Copernic pour la première version de son modèle héliocentrique, publié en 1543.
Ni la première ni la seconde proposition ne sont dues à La Hire, qui n'en revendiquait d'ailleurs probablement pas la paternité. Ainsi le théorème, en particulier la première proposition, apparaît-il sous d'autres noms dans la littérature, Cardan (cercles de Cardan), Copernic, ou plus récemment al-Tusi après la redécouverte de ses travaux (couple d'al-Tusi). Au Ve siècle Proclus donnait déjà une forme assez voisine de ces deux propositions.

## Description mathématique
La première proposition du théorème est une conséquence directe du théorème de l'angle inscrit dans un cercle (l'angle au centre est le double de l'angle inscrit associé), et la seconde se démontre par des considérations élémentaires de trigonométrie.

### Droite d'Al-Tusi

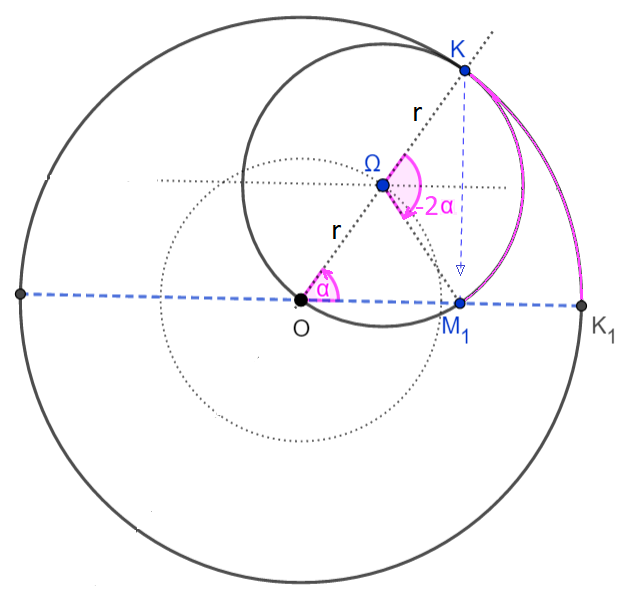
Les arcs K_{1}K et KM_{1} ont des longueurs égales à chaque instant

Un cercle mobile {\displaystyle {\mathcal {C}}} de centre {\displaystyle \Omega } et de rayon {\displaystyle r} roule sans glisser dans un cercle fixe {\displaystyle {\mathcal {C}}'} de centre {\displaystyle O} et de rayon {\displaystyle 2r}.

Soient {\displaystyle K_{1}} le point de contact à un instant initial et {\displaystyle M_{1}} le point lié à {\displaystyle {\mathcal {C}}} qui est en contact avec {\displaystyle K_{1}} à cet instant initial.

Si {\displaystyle K} est un point de contact ultérieur tel que {\displaystyle {\widehat {K_{1}OK}}=\alpha }, le point de contact s'est déplacé d'un arc de longueur {\displaystyle \alpha \times 2r} sur {\displaystyle {\mathcal {C}}'}. Le point {\displaystyle M_{1}} s'est alors déplacé d'un arc de même longueur {\displaystyle 2\alpha \times r} sur le cercle mobile {\displaystyle {\mathcal {C}}} en sens inverse, donc {\displaystyle {\widehat {K\Omega M_{1}}}=-2\alpha }.

{\displaystyle O} appartenant à {\displaystyle {\mathcal {C}}}, on a {\displaystyle {\widehat {KOM_{1}}}=-\alpha } (voir théorème de l'angle inscrit), donc {\displaystyle M_{1}} est le deuxième point d'intersection de {\displaystyle {\mathcal {C}}} avec {\displaystyle (OK_{1})}.
 De plus, les points {\displaystyle O,\Omega ,K} restant alignés, {\displaystyle {\widehat {OM_{1}K}}} est un angle droit, donc {\displaystyle M_{1}} est le projeté orthogonal du point de contact {\displaystyle K} sur le diamètre de {\displaystyle {\mathcal {C}}'} passant par {\displaystyle K_{1}}.

{\displaystyle M_{1}} décrit ce diamètre lorsque {\displaystyle {\mathcal {C}}} roule dans {\displaystyle {\mathcal {C}}'}.
Le diamètre décrit par le point {\displaystyle M_{1}} est un cas particulier d'hypocycloïde.

### Ellipse de La Hire

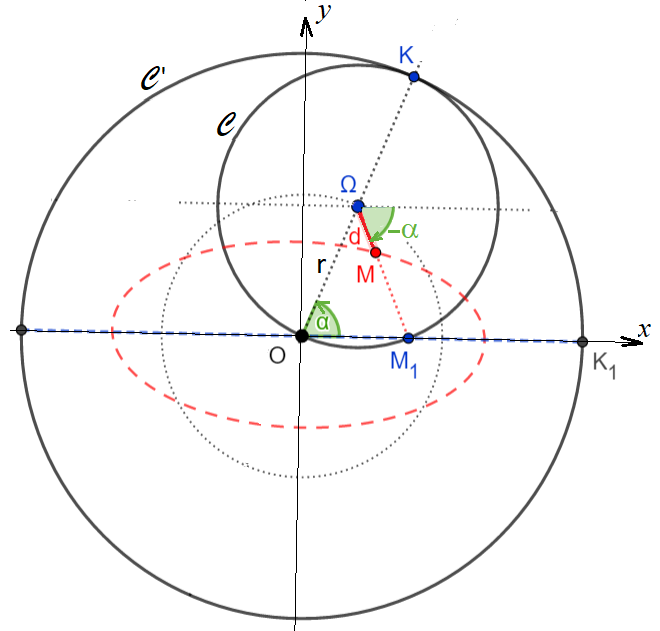

{\displaystyle M} est un point appartenant au plan du cercle mobile {\displaystyle {\mathcal {C}}} tel que {\displaystyle \Omega M=d}. Soit {\displaystyle M_{1}} le point d'intersection de la demi-droite {\displaystyle [\Omega M)} avec {\displaystyle {\mathcal {C}}}.

Quitte à faire rouler {\displaystyle {\mathcal {C}}} jusqu'à ce que {\displaystyle M_{1}} soit en contact avec {\displaystyle {\mathcal {C}}'} en un point {\displaystyle K_{1}}, on choisit un repère tel que {\displaystyle [Ox)=[OK_{1})} et on désigne par {\displaystyle \alpha } l'angle {\displaystyle {\widehat {K_{1}O\Omega }}}.

Les coordonnées de {\displaystyle M} sont alors :

{\displaystyle x=r\cos \alpha +d\cos(-\alpha )=(r+d)\cos \alpha }

{\displaystyle y=r\sin \alpha +d\sin(-\alpha )=(r-d)\sin \alpha }
Lorsque {\displaystyle \alpha } varie de {\displaystyle 0} à {\displaystyle 2\pi }, {\displaystyle M} décrit l'ellipse de centre {\displaystyle O}, de grand-axe {\displaystyle 2(r+d)} et de petit-axe {\displaystyle 2|r-d|}.
L'ellipse de La Hire est un cas particulier d'hypotrochoïde.

## Histoire

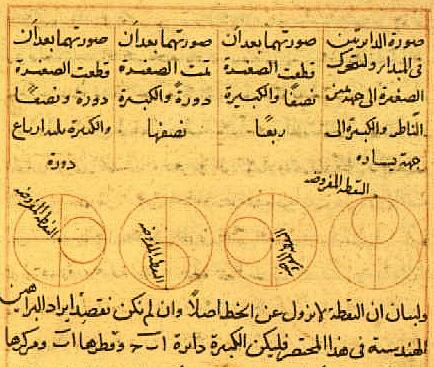
Le couple d'al-Tusi d'après une copie du XIVe siècle de son manuscrit (Vatican Arabic ms 319, fol. 28v; 13th. c.

La première proposition (le mouvement rectiligne) est connue de l'astronome perse Nasir ad-Din at-Tusi qui le décrit en 1247 dans son Tahrir al-Majisti (Commentaire de l'Almageste). Celui-ci, et plus largement les astronomes de l'école de Maragha, l'utilisent pour éliminer le point équant du modèle de Ptolémée du système solaire.
Elle apparait également dans le De revolutionibus orbium coelestium de Nicolas Copernic publié  en 1543. Du fait que Copernic n'utilise que des mouvements circulaires, il doit composer ceux-ci pour remédier à certaines anomalies observées, vis-à-vis d'un modèle simplifié où les orbites des planètes seraient circulaires, et utilise pour ceci le couple d'al-Tusi pour des raisons analogues à ce dernier, même si son modèle est héliocentrique. Il l'utilisait déjà dans un manuscrit (appelé aujourd'hui commentariolus) dont il a fait circuler un nombre très réduit d'exemplaires avant 1514. Copernic démontre la première proposition (le mouvement sur un diamètre) dans le De revolutionibus orbium coelestium, et mentionne qu'il est possible de l'utiliser mais opte finalement pour une solution un peu différente (toujours à base de mouvements circulaires). La seconde sur le mouvement elliptique apparait dans son manuscrit mais n'a pas été reprise dans l'ouvrage imprimé. Copernic comptait semble-t-il l'exploiter ultérieurement. On n'en a pas retrouvé de démonstration de sa main, mais celle-ci semble à sa portée. Copernic ne décrit pas le résultat en termes de cercle roulant sans glisser, comme le fera La Hire, mais en termes d'épicycle : la courbe est engendrée par un point lié à un cercle mobile (l'épicycle) tournant sur lui-même et dont le centre se déplace sur un cercle fixe (le déférent) est une ellipse si la rotation du cercle mobile sur lui-même se fait en sens inverse et à une vitesse double (relativement à la ligne des centres des deux cercles) de celle du déplacement sur le déférent.
Jérôme Cardan a donné la première proposition du théorème dans son Opus novum de proportionibus numerorum, motuum, ponderum, sonorum, aliorumque mensurandum paru en 1570. Rien n'indique qu'il connaissait la seconde.
La seconde proposition, en fait un résultat un peu plus général, est brièvement signalée et attribuée à David Fabricius par Johannes Kepler dans une note du Epitome Astronomiae Copernicanae paru en 1615. Fabricius n'a pas lui-même publié le résultat, qu'il énonce toujours dans un cadre Ptoléméen mais à l'aide d'excentrique (un procédé équivalent à celui des épicycles) plutôt que d'épicycle,. Kepler, en correspondance avec Fabricius, lui a signalé en 1604 sa découverte de la trajectoire elliptique de la planète Mars. Celui-ci ne se satisfait pas de l'abandon du mouvement circulaire, et dans une lettre datée de 1608, indique à Kepler la façon d'engendrer l'ellipse à la manière de Ptolémée. Mais le procédé de Fabricius ne permet pas de rendre compte de la loi des aires, publiée par Kepler en 1609. Kepler ne cite pas Copernic, et ne sait donc probablement pas que le théorème est connu de celui-ci, mais on ne sait rien pour Fabricius.
François Viète utilise, peu de temps avant Fabricius, des constructions analogues dans l’harmonicon celeste un ouvrage inachevé et jamais publié sur lequel il travaille les toutes dernières années de sa vie, jusqu'à sa mort en 1603, sans connaître donc les travaux de Kepler, qui à la même époque est en train d'étudier patiemment l'orbite de Mars. Viète étudie et compare les systèmes de Ptolémée et de Copernic, introduisant plusieurs simplifications importantes dans les calculs, entre autres en mettant en évidence les ellipses engendrées par deux mouvements circulaires.
En 1645, Ismael Boulliau énonce et démontre les deux propositions dans son astronomia philolaica, où il utilise la seconde (la forme plus générale mentionnée ci-dessus) pour engendrer le mouvement elliptique des planètes, mais ne peut rendre compte de la seconde loi de Kepler, comme ce dernier l'avait déjà remarqué (à propos du résultat analogue de Fabricius) en 1615.
Dans son traité de 1706, La Hire démontre le théorème, d'une façon très semblable à celle de Boulliau. L'ouvrage de Boulliau est largement connu, et il est peu vraisemblable que La Hire ne l'ait pas lu. Ni Boulliau, ni La Hire ne donnent une source pour le théorème, ce qui ne signifie pas qu'ils se l'attribuent, mais peut vouloir dire simplement que celui-ci est bien connu parmi les mathématiciens parisiens de leur époque.
On trouve également le théorème (les deux propositions) brièvement décrit dans un commentaire de Proclus des éléments d'Euclide, qui date donc du Ve siècle, sans qu'on sache, dans l'histoire moderne, à partir de quand et par qui cela a été remarqué. Proclus décrit une sorte de réciproque, partant du mouvement d'un segment (correspondant à un diamètre du petit cercle) dont les extrémités se déplacent de façon rectiligne sur les côtés d'un angles droit. Le centre du segment décrit alors un cercle et les autres points des ellipses.

## Mécanique

Engrenage de La Hire.

Cette propriété géométrique est utilisée dans plusieurs mécanismes astucieux qui permettent la transformation d'un mouvement circulaire en un mouvement rectiligne, comme l'engrenage dit de La Hire, et d'autres à base de doigts coulissant dans deux rainures perpendiculaires.